# Islas de Torres
Islas de Torres es un pequeño archipiélago ubicado cerca de la costa atlántica, cerca de Cabo Polonio, Rocha, Uruguay. Los islotes, en su mayoría son bajos y escabrosos; pueden ser cubiertos por las rompientes de las olas, durante las tormentas fuertes.
Se puede divisar desde el faro de Cabo Polonio y comprende tres islas:
- Isla Rasa: lugar de residencia de lobos marinos e importante refugio de gaviotas que anidan en sus bancos de arena.
- Isla Encantada: roquedal erosionado de dimensiones pequeñas, 210 por 102 metros, y escasa altura. Una roca de aproximadamente 30 por 40 metros, llamada "Cafundú" por los loberos, sobresale hacia el sur. Ahuecada, en sus cuevas se refugia una cantidad importante de lobos marinos. El nombre de la isla Encantada se debe a que entre los lugareños se creyó que una pareja de palomas blancas la habitó por más de medio siglo, cuidando el tesoro escondido por un náufrago.
- Islote: conjunto de grandes rocas graníticas muy separadas entre sí de 135 por 58 metros. Usualmente el agua lo divide en varias islas más pequeñas. Es lugar de cría de lobo de dos pelos (estando ausentes los lobos de un pelo).